# Щепин, Константин Иванович
Константи́н Ива́нович Ще́пин (1728, Молотниково, Казанская губерния — 1770 или около 1770, Киев) — русский врач и ботаник XVIII века.
Первым из русских получил звание доктора. Разработал научно обоснованную систему подготовки врачей, составил программы обучения для госпитальных школ. Чтение лекций, вопреки обычаю, проводил на русском языке, ввёл обязательное преподавание анатомии на трупах.
В области ботаники был одним из первых русских флористов-систематиков.

## Биография

### Ранние годы. Образование
Родился в 1728 году в селе Молотникове близ города Котельнича Вятской губернии. Родители Щепина были крестьянами. Ко времени его поступления в Хлыновскую славяно-латинскую школу в Вятке отец стал пономарём котельнической церкви.
Благодаря своим способностям Щепин уже в школе выделился из круга своих сверстников. Преподаватели, наблюдая за успехами Щепина, советовали ему продолжить учение в академии. После окончания класса риторики 14-летний Щепин в 1742 году по совету вятского епископа Варлаама (Скамницкого), преодолев огромное расстояние, почти пешком добрался до Киева и поступил в Киево-Могилянскую академию. Срок обучения в этом учебном заведении не был точно определён и мог продолжаться от трёх до десяти лет. Щепина сразу зачислили во второй класс, а через два месяца перевели в третий. В 1743 году, в пятом классе, его успехи оценены самой высшей отметкой «преизряден». Он в совершенстве овладел латинским языком, шёл впереди других студентов, и потому смело мог рассчитывать занять впоследствии почётное место профессора в этой академии. Но в это время в Киеве только и было разговоров, что о знаменитом тогда В. Г. Барском, недавно возвратившемся из-за границы. Записки его о заграничной жизни переписывались во множестве экземпляров и читались нарасхват; рассказы его o вынесенных впечатлениях и виденных чудесах волновали не только студентов, но и большую часть киевского общества; Константин Щепин тоже увлекся ими и решил побывать во что бы то ни стало за границей. В 1748 году, пройдя класс философии и отказавшись от завершавшего образование класса богословия, Щепин по своей просьбе был отправлен в Италию.
Он посетил Флоренцию, слушал лекции по философии, медицине, естествознанию и математике в Падуанском и Болонском университетах, затем переехал в Грецию и в мае 1751 года оказался в Константинополе. По примеру Барского выучился в Константинополе английскому и греческому языкам:200.
За неимением средств на продолжение путешествия вернулся в Россию. Из архивов известно, что Щепин ещё в 1748 году увлёкся медициной в Болонье. М. П. Бестужев-Рюмин и М. И. Воронцов рекомендовали Щепина в Академию наук. Здесь он продолжил своё образование; в архиве Академии наук хранятся копии аттестатов студента Щепина, где записано, что Щепин слушал лекции многих выдающихся учёных того времени. Особое внимание стал уделять ботанике; занимался под руководством Степана Петровича Крашенинникова и уже через три месяца упорных занятий был возведён из адъютанта в переводчики. В ходе совместной работы Крашенинникова и Щепина между ними возникла крепкая и долгая дружба, прерванная лишь смертью Крашенинникова. Щепин помогал Крашенинникову в исследовании флоры Петербургской губернии:191, а после смерти академика некоторое время воспитывал его осиротевшего сына.
По настоянию Крашенинникова Щепин был направлен за границу за казённый счёт учиться ботанике; ему было назначено ежегодное пособие в 360 рублей. 30 мая 1753 года Щепин из Кронштадта отбыл в Голландию. После высадки в Амстердаме Щепин отправился в Гаагу. С 1753 по 1754 год он проходил обучение в Лейденском университете. Но, в связи со смертью Крашенинникова в конце 1755 года, новые обстоятельства в Академии наук изменили его планы: в 1756 году он обратился с просьбой к главному доктору и лейб-медику П. З. Кондоиди о принятии его в медицинское ведомство. После согласия Академии и по возвращении ей денег, затраченных на его обучение, 31 августа 1756 года Щепину в Лейден был послан указ о его переводе в ведение Медицинской канцелярии для приготовления к профессуре, и его командировка была продолжена:200.
Поступив на медицинский факультет Лейденского университета, через 2 года он окончил его и 9 мая 1758 года защитил докторскую диссертацию на тему «О растительной кислоте». В ней рассказывается о значении диеты и растительных кислот пищи для здоровья и долголетия. Основой суждения Щепина явились наблюдения за образом жизни крестьян и солдат России, а также опыт народной медицины. Физический труд, растительная пища, содержащая кислоты, и квас, благоразумное и редкое употребление мяса — вот что, по Щепину, способствует долголетию. Особое значение он придавал умеренному питанию и пище, содержащей растительные кислоты. Представляет интерес учение доктора о профилактике цинги и лечении больных этой болезнью. В то время наука не располагала знаниями о витаминах и их физиологической роли. Щепин подметил, что крестьяне России, употребляя зимой квашеную капусту, ржаной хлеб и настой хвои, не болеют цингой. Он полагал, что содержащаяся в них растительная кислота предупреждает болезнь. На этой основе он предложил метод лечения и профилактики цинги. Щепин впервые указал на предполагаемую кислоту, содержащуюся в растениях, как на противоцинготный фактор. Щепин был первым, кто поставил на обсуждение проблему профилактического значения диеты.
В том же году им издано дополнение к диссертации под заглавием «Ботанические замечания о некоторых растениях». В числе растений, упоминаемых в последнем сочинении, Щепин описал новый род растений и в память С. П. Крашенинникова, бывшего его первым учителем ботаники и всегда пробуждавшего в нём самые светлые воспоминания, назвал его Crassina — сейчас это название входит в синонимику рода Цинния (Zinnia). В Лейдене же было напечатано ещё одно его сочинение — «О русском квасе» (1761).
Директор Медицинской канцелярии П. З. Кондоиди, поставивший целью сделать из Щепина квалифицированного доктора медицины, не останавливался перед затратами. Он решил направить Щепина в другие страны для пополнения медицинских знаний. В данной ему программе задачей было поставлено не только изучение медицины и хирургии, но естествознания в широком смысле — физики, химии. Он должен был, между прочим, обращать внимание на «рудокопное дело» в Англии и Франции:112. В июне 1758 года Щепин посетил Амстердам и Утрехт, первого июля он был в Роттердаме, а оттуда поплыл в Англию. В Англии пробыл два месяца и в конце 1758 года возвратился из Лондона в Голландию.
Из своей поездки в Англию Щепин ничего для себя полезного не вынес. Несколько более плодотворным оказалось путешествие в Париж, где он пробыл около семи месяцев с октября 1758 по май 1759 года. Щепин в Париже слушал курс лекций, прошёл курс хирургических операций, изучал анатомию и повивальное искусство; 28 июня 1759 года он отбыл из Амстердама через Данию (в Копенгагене ознакомился с королевским кабинетом естествознания) и Швецию (в Уппсале волею случая познакомился с Карлом Линнеем, гостеприимно его принявшим и подарившим ему на прощание несколько книг своего сочинения) в Петербург. В августе 1759 года, уже будучи доктором медицины, Константин Иванович Щепин вернулся в Санкт-Петербург.

### Деятельность К. И. Щепина в медицине
По прибытии в Петербург Щепин произвёл на Кондоиди самое благоприятное впечатление, но для получения права практики в России Щепину надлежало подтвердить свой докторский статус на официальном экзамене, как этого требовал закон. Первоначально Щепин назначен был состоять при Медицинской канцелярии в качестве врача-натуралиста (в частности, должен был привести в порядок естественный кабинет при Медицинской канцелярии, «время от времени о приводе в порядок описаний, имеющихся в Медицинской канцелярии „naturalium“, иметь попечительное старание»:200). В 1759 году Щепин сдал экзамен, был утверждён в степени доктора медицины с правом на медицинскую практику на территории Российской империи. Ему была предоставлена в Санкт-Петербургском главном сухопутном госпитале палата больных на правах клинического профессора. Щепин присутствовал также на экзаменах лекарей и аптекарей, желавших получить степень русского доктора медицины или лекаря, попутно руководил несколькими студенческими группами. В апреле 1760 года ему было поручено составлять проект судебно-медицинских уставов:200), а также заняться обустройством госпиталя в связи с большим количеством больных.
В процессе клинической практики Щепину становилось ясно, что лечение больных нельзя проводить по шаблону, поскольку люди отличаются друг от друга возрастом, полом, темпераментом, образом жизни. Правда, в распоряжении медицинской науки того времени не было систематизированных наблюдений о зависимости методов лечения от индивидуальности больного. Терапевтическая практика не отличалась разнообразием, и если часть врачей видела смысл лечения в лекарствах, стремилась найти лекарства большой целебной силы путём смешения многих лекарственных веществ, то другая часть направляла свои усилия на внедрение в лечебный обиход средств народной медицины. Щепин стремился действовать логически, пытаясь подыскать объяснение тому или иному лечебному приёму. Это способствовало росту его авторитета как преподавателя.
Во время Семилетней войны в августе 1760 года он был командирован в распоряжение военного командования в качестве дивизионного врача и был направлен в Бишофсвердеский полевой госпиталь, где проявил на практике свои знания. Вместе с русскими войсками Щепин вступил в Берлин. Санитарное обслуживание в русских войсках в течение Семилетней войны впервые было на высоком уровне, во многом это была заслуга наставника Щепина, П. З. Кондоиди. Период с 1760 по 1761 годы Щепин провёл в напряжённой работе. Сотни раненых и больных прошли через его руки за это время. Война дала ему богатый опыт, который должен был служить в дальнейшем более целеустремлённой подготовке новых врачей.
Заботясь о своей будущей службе, Щепин указал преподавательские должности как наиболее подходящие для себя. В январе 1762 года Медицинская канцелярия разрешила ему вернуться в Россию и 8 марта того же года К. И. Щепин был назначен преподавателем анатомии, физиологии и хирургии в Московской госпитальной школе. Своё назначение в Москву на новую должность Щепин рассматривал как ответственное и серьёзное дело, отныне он становился профессором. Факультативно Щепин читал фармакологию, ботанику и патологию, впервые обратил внимание на естественные минеральные воды и ввёл в преподавание курс бальнеологии:312.
В исполнение своих обязанностей руководителя госпитальной школы при Московском генеральном госпитале Щепин вступил 20 марта 1762 года. Быстро вошёл в курс дела, всколыхнул атмосферу равнодушия, окружавшую дело подготовки лекарей в госпитале. Всего в ведении Щепина насчитывалось 65 учащихся. Они распределялись на подлекарей, лекарских учеников 1, 2 и 3 подготовительных классов и волонтёров. Подавляющее большинство учащихся составляли русские и украинцы, прибывшие из самых различных мест: Киева, Казани, Пскова, Стародуба, Чернигова и других городов. Средний их возраст был от 20 до 25 лет.
Щепин предложил план и распорядок занятий, которые были утверждены, и приступил к исполнению этого плана. Владея анатомической техникой, он обучил своих помощников — операторов Ф. Елачича и Энгеля — искусству изготовления анатомических препаратов. Нередко он сам готовил препараты, в своих лекциях впервые используя данные микроскопической анатомии. Под его руководством студенты приобретали навыки владения инструментами сначала на трупах, а потом и на живых больных:116. Заботясь об усвоении учениками материала, Щепин подготовил на русском языке две рукописи — «Анатомические лекции» (1763) и «Об анатомии вообще» (1764). В них профессор излагал для слушателей общее и частное анатомическое учение.
Щепиным было введено повторение пройденного материала с проверкой знаний за неделю и ежемесячные экзамены по каждой науке вместо существовавших экзаменов за треть года. Такая постановка основательно закрепляла знания учащихся. Заботясь о ведении учащимися историй болезни, он систематически устраивал клинические обходы больных госпиталя. Эти обходы, как и дежурства у постели больных, воспитывали у учащихся наблюдательность и умение самостоятельно решать вопросы лечения. Практика в госпитале перемежалась лекциями по клинической медицине и фармации. Все эти дисциплины Щепин вёл один. В связи с этим его рабочий день продолжался с утра до вечера. Заботясь об улучшении преподавания, Щепин в первую очередь добивался, чтобы его ученики основательно изучили анатомию. Он сделал обязательным изучение студентами трупа, до него этому не уделяли большого внимания. Ученики Щепина могли ассистировать в операциях ещё до выпуска из медицинской школы, были выше в своих знаниях, чем их коллеги из-за рубежа. Щепин быстро завоевал авторитет, уважение учащихся и врачей, а имя его стало гордостью для учеников.
На большую высоту поднял Щепин фармацевтическую подготовку лекарей, ввёл преподавание рецептуры и добился узаконения практики лекарских учеников в аптеке, заказал книги по фармацевтике и анатомии из-за границы. Эти меры, несомненно, способствовали повышению общей культуры нового поколения врачей.
Попытки усовершенствования системы преподавания, привели к тому, что Щепин нажил себе недоброжелателей как в Москве, так и в Петербурге; последовало много мелких неприятностей и оскорблений, на него стали писать доносы, всюду вместо сочувствия встречал он скрытое желание навредить ему и таким образом избавиться от беспокойного новатора. В связи с постоянными дрязгами в это время Щепин стал страдать запоем:201.
В 1764 году он был отправлен в Петербург преподавать анатомию и хирургию в одной из госпитальных школ, тем самым закончился самый плодотворный этап в жизни учёного, связанный с Московской госпитальной школой. В ноябре 1765 года здание анатомического театра щепинской школы сгорело, в огне были уничтожены препараты, оборудование и инструменты.
В октябре 1764 года Щепин начал чтение лекций на русском языке. Это было для него в новинку, так как он раньше читал свои лекции на иностранных языках. Щепину пришлось вырабатывать русскую терминологию; 16 октября 1764 года он писал в Медицинскую коллегию, что преподавать по-русски трудно: «Ибо я на латинском языке десять коллегий прочитаю лучше, нежели на русском одну»:117. Читая курс анатомии на родном языке, Щепин впервые ввёл русские, причем образные, анатомические термины. Например, сосцевидный отросток височной кости назвал «титишным», пазухи — «норами», основную кость — «седельной».
Пристрастие к алкоголю привело к тому, что 10 апреля 1766 года Щепин был вынужден оставить службу и даже был лишён права практики в России «за беспрерывное пьянство»:117.
В 1766—1767 годах он совершил путешествие по странам Юго-Восточной Европы (Молдавии, Валахии и Галиции), где собрал коллекцию растений. По возвращении в Москву, с 5 июня 1767 года ему снова была разрешена частная лечебная практика и преподавание в России, но на унизительных условиях: учёный должен работать под надзором штадт-физика А. А. Риндера. Он принялся за разборку вывезенного им из последнего путешествия материала, намереваясь издать описание собранных растений, но выполнить это ему не удалось.
В 1770 году он поехал в Киев на борьбу с чумой («моровой язвой») и сам в возрасте 42 лет стал жертвой этой болезни.
Его многочисленная медицинская и естественноисторическая библиотека и «собрание сухих трав» (гербарий) поступили в Московский университет, но сгорели при пожарах в XVIII веке и 1812 году.

## Оценка Щепина современниками и потомками
Сохранившиеся сведения дают представление о Щепине как об учёном лишь в общих чертах.
Первые краткие сведение о жизни и деятельности Константина Ивановича Щепина сообщены Н. Н. Новиковым в книге «Опыт исторического словаря о российских писателях…» спустя два года после смерти Щепина (1772). В 1885 году появилось сразу два описание жизни Щепина. Более полное помещено в книге, посвящённой Киевской академии, написанное В. И. Аскоченским. А. Н. Никитин изложил отрывочные сведения о Щепине в виде беглого очерка, приложенного к его книге в числе других. Я. А. Чистович в своей книге уделил большое внимание К. И. Щепину, показал его патриотически настроенным, энергичным врачом и преподавателем. А. Циммерман соединил рассеянные по различным источникам данные о Щепине, в «Русском биографическом словаре» помещена принадлежащая его перу весьма полная биография.
В 1923 году с высокой и восторженной оценкой значения Щепина для отечественной хирургии выступил хирург В. А. Оппель. Он связал со Щепиным определённый этап развития отечественной хирургии.
В XIX веке в отечественную литературу проникла двусмысленная информация, порочащая личность Щепина. Огромное плодотворное значение его деятельности замалчивалось. Искажения правды имели место и на страницах советских книг и журналов. Между тем Щепин разработал научно обоснованную систему медицинского образования, предполагавшую, наряду с глубокой специальной подготовкой, широкое развитие естественнонаучного кругозора будущих врачей. Константин Иванович составил программы обучения для госпитальных школ соответственно уровню медицинских знаний того времени, собрал и обобщил государственное медицинское законодательство.
Щепина следует назвать основоположником клинического направления в медицинском образовании, которое ещё много лет спустя оставалось недостижимым для медицинских школ Англии, Франции и Германии.
В Котельниче и в родном селе Щепина Молотникове в начале 1960-х годов его именем были названы улицы.
В связи с двухсотлетием со времени гибели Щепина в 1970 году в Молотникове установлена памятная стела (автор заслуженный художник РСФСР Ф. А. Шпак).
На улице Щепина в Котельниче установлена мемориальная доска (открыта 21 июля 1972 года).